# Szo (gra)

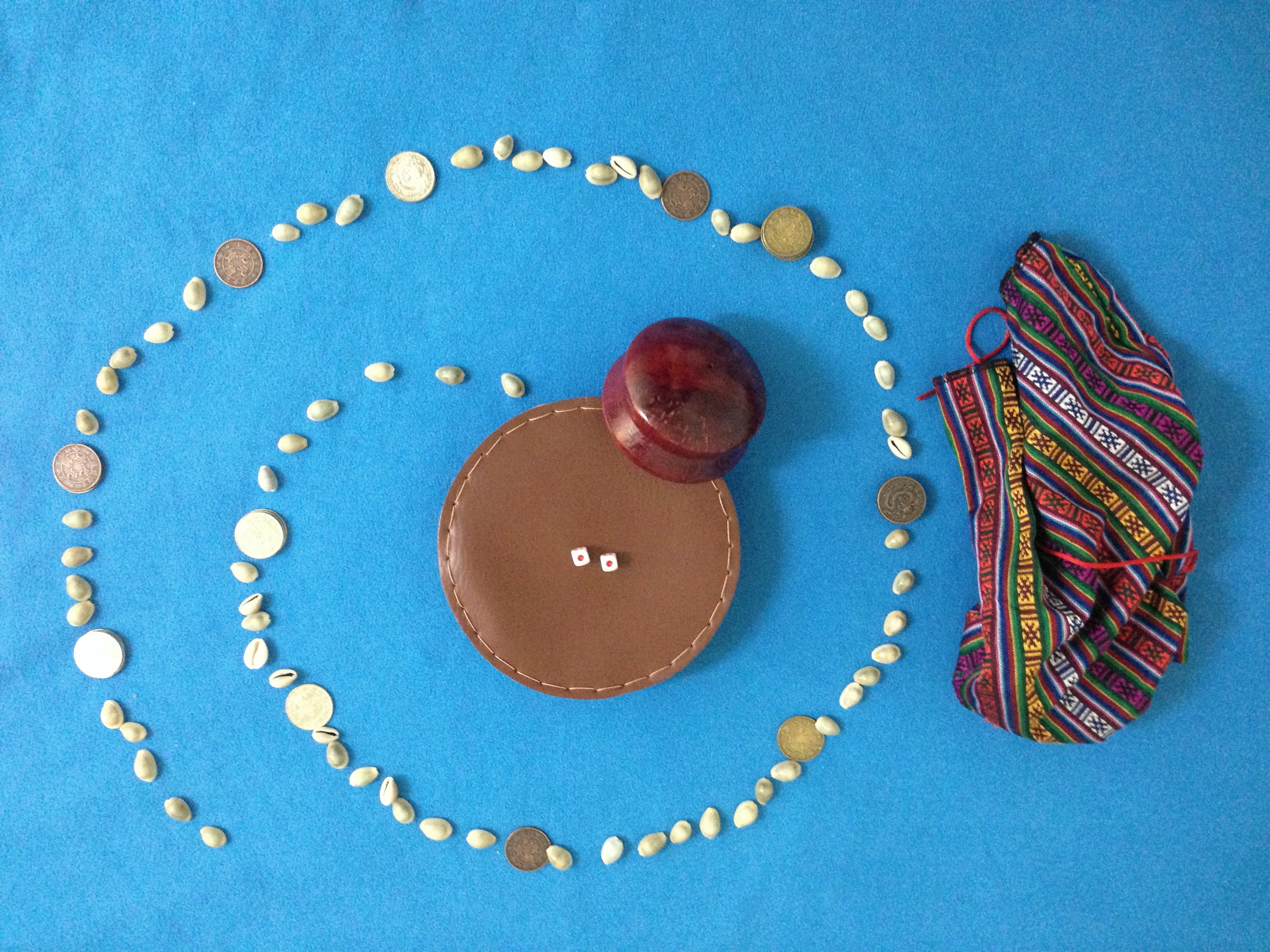
Szo

Szo (tyb. kości) – tradycyjna tybetańska gra planszowa podobna do indyjskiej gry pachisi znanej w Polsce jako chińczyk. Głównym celem w grze jest przeprowadzenie dziewięciu monet do mety przez planszę z ułożonych w łuk muszelek. W grze wykorzystuje się 2 kości sześcienne, 9 monet dla każdego z graczy i 64 muszelki. Tradycyjnie kości rzuca się z kubka na poduszkę.